# 1-es busz (Hajdúszoboszló)
A hajdúszoboszlói 1-es jelzésű autóbusz a Kösely Zrt. és a Vasútállomás között közlekedik. Betétjárata 1A jelzéssel az Autóbusz-állomás és a Vasútállomás között közlekedik, a Kossuth utcán keresztül. A járatot a Volánbusz üzemelteti.

## Megállóhelyei
| 1 (Kösely Zrt. ◄► Autóbusz-állomás ◄► Vasútállomás) | 1 (Kösely Zrt. ◄► Autóbusz-állomás ◄► Vasútállomás) | 1 (Kösely Zrt. ◄► Autóbusz-állomás ◄► Vasútállomás) | 1 (Kösely Zrt. ◄► Autóbusz-állomás ◄► Vasútállomás) | 1 (Kösely Zrt. ◄► Autóbusz-állomás ◄► Vasútállomás) | 1 (Kösely Zrt. ◄► Autóbusz-állomás ◄► Vasútállomás) | 1 (Kösely Zrt. ◄► Autóbusz-állomás ◄► Vasútállomás) | 1 (Kösely Zrt. ◄► Autóbusz-állomás ◄► Vasútállomás)                                      | 1 (Kösely Zrt. ◄► Autóbusz-állomás ◄► Vasútállomás) |
| Perc (↓)                                            | Perc (↓)                                            | Perc (↓)                                            | Megállóhely                                         | Perc (↑)                                            | Perc (↑)                                            | Perc (↑)                                            | Átszállási kapcsolatok                                                                   | Létesítmények                                       |
| --------------------------------------------------- | --------------------------------------------------- | --------------------------------------------------- | --------------------------------------------------- | --------------------------------------------------- | --------------------------------------------------- | --------------------------------------------------- | ---------------------------------------------------------------------------------------- | --------------------------------------------------- |
| 0                                                   | 0                                                   | ∫                                                   | Kösely Zrt. végállomás                              | ∫                                                   | 18                                                  | 5                                                   |                                                                                          |                                                     |
| 1                                                   | 1                                                   | ∫                                                   | Liget utca                                          | ∫                                                   | ∫                                                   | ∫                                                   |                                                                                          | Mókuskaland Élménypark                              |
| ∫                                                   | ∫                                                   | ∫                                                   | Bánomkerti utca 65.                                 | ∫                                                   | 17                                                  | 4                                                   |                                                                                          |                                                     |
| 3                                                   | 3                                                   | ∫                                                   | Damjanich utca 57.                                  | ∫                                                   | ∫                                                   | ∫                                                   |                                                                                          |                                                     |
| ∫                                                   | ∫                                                   | ∫                                                   | Bánomkerti utca 33.                                 | ∫                                                   | 15                                                  | 2                                                   |                                                                                          |                                                     |
| 5                                                   | 5                                                   | 0                                                   | Autóbusz-állomás vonalközi végállomás               | 13                                                  | 13                                                  | 0                                                   | 1A, 2, 2A, 3 4445, 4446, 4473, 4475, 4476, 4477, 4542 1343, 1344, 1372, 1441, 1443, 1444 | Autóbusz-állomás, Hungarospa Hajdúszoboszló         |
| 7                                                   | ∫                                                   | 2                                                   | Szabadság Szálló                                    | 11                                                  | 11                                                  | ∫                                                   | 1A, 2A, 3 4446, 4473, 4475, 4476, 4477                                                   | Szabadság Szálló                                    |
| 10                                                  | ∫                                                   | 5                                                   | Forrás Áruház (↓) Egészségház (↑)                   | 8                                                   | 8                                                   | ∫                                                   | 1A, 2A, 3 4446, 4473, 4475, 4476, 4477, 4542 1443, 1444                                  | Forrás Áruház                                       |
| ∫                                                   | ∫                                                   | ∫                                                   | Bocskai utca                                        | 7                                                   | 7                                                   | ∫                                                   | 1A, 2A 4446, 4473, 4542                                                                  | városháza                                           |
| 12                                                  | ∫                                                   | 7                                                   | Óvoda                                               | ∫                                                   | ∫                                                   | ∫                                                   | 1A, 2A                                                                                   |                                                     |
| 13                                                  | ∫                                                   | 8                                                   | Rákóczi utca (Gimnázium)                            | 5                                                   | 5                                                   | ∫                                                   | 2A 4446, 4473, 4542                                                                      | Hőgyes Endre Gimnázium                              |
| 14                                                  | ∫                                                   | 9                                                   | Rákóczi utca (Szováti elágazás)                     | 4                                                   | 4                                                   | ∫                                                   | 1A, 2A 4542                                                                              |                                                     |
| 16                                                  | ∫                                                   | 11                                                  | Rákóczi utca 157.                                   | 2                                                   | 2                                                   | ∫                                                   | 2 4542                                                                                   |                                                     |
| 18                                                  | ∫                                                   | 13                                                  | Vasútállomás végállomás                             | 0                                                   | 0                                                   | ∫                                                   | 1A, 2 4542 IC, EC, sebesvonat, gyorsvonat, expresszvonat                                 | Hajdúszoboszló vasútállomás                         |

## Külső hivatkozások
- Hajdúszoboszló vonalhálózati térkép (2018.01.01-től) (PDF). Észak-magyarországi Közlekedési Központ. (Hozzáférés: 2018. szeptember 9.)